# قراتيل (همدان)

تعديل مصدري - تعديل

قراتيل هي إحدى قرى عزلة ربع همدان بمديرية همدان التابعة لمحافظة صنعاء، يبلغ تعداد سكانها 1842 نسمة حسب تعداد اليمن لعام 2004.